# Oratemnus saigonensis
Espèce
Synonymes
- Chelifer saigonensis Beier, 1930

Oratemnus saigonensis est une espèce de pseudoscorpions de la famille des Atemnidae.

## Distribution
Cette espèce se rencontre au Viêt Nam, au Laos, au Cambodge, en Thaïlande et en Malaisie.

## Étymologie
Son nom d'espèce lui a été donné en référence au lieu de sa découverte, Saïgon.

## Publication originale
- Beier, 1930 : Alcuni Pseudoscorpioni esotici raccolti dal Prof. F. Silvestri. Bollettino del Laboratorio di Zoologia Generale e Agraria del R. Istituto Superiore Agrario in Portici, vol. 23, p. 197-209.